# Microsoft SharePoint Server
SharePoint Server (wcześniej znany pod nazwą Microsoft Office SharePoint Server) – webowa platforma aplikacyjna stworzona przez firmę Microsoft dla małych i dużych przedsiębiorstw. Najczęściej pełni ona rolę scentralizowanego portalu intranetowego dostarczając użytkownikom różnych kombinacji funkcjonalności, wymaganych i zdefiniowanych przez biznes.
Najnowsza czwarta generacja tej platformy, czyli Microsoft SharePoint Foundation 2010 zapewnia silnik do tworzenia i zarządzania witrynami intranetowymi oraz składowania różnego typu zawartości (w tym dokumentów, czy stron internetowych). Firma Microsoft stworzyła również cały ekosystem uzupełniający możliwości platformy, w postaci dokumentacji i narzędzi umożliwiających rozszerzanie jej możliwości i dostosowywanie do własnych potrzeb. SharePoint Foundation 2010 to technologia, która dostępna jest bezpłatnie.
SharePoint Server 2010 to z kolei komercyjne rozwiązanie, zbudowane na bazie produktu SharePoint Foundation 2010 i rozszerzające jego możliwości o szereg funkcjonalności przydatnych szczególnie w większych przedsiębiorstwach i organizacjach. Do funkcjonalności tych należą między innymi rozbudowane możliwości zarządzania zawartością, zaawansowany silnik wyszukiwawczy czy analiza biznesowa. Nie bez znaczenia jest hostowania tego rozwiązania w infrastrukturach zapewniających wysoką dostępność i wydajność nawet dla wielu tysięcy użytkowników.

## Historia produktu
Produkt o nazwie SharePoint wyewoluował z projektów o nazwach kodowych „Office Server” oraz „Tahoe”.
Wersje produktu w kolejności chronologicznej:
- Microsoft SharePoint Portal Server 2001
- Windows SharePoint Services 2.0 (darmowa licencja), Microsoft SharePoint 2003 (wersja komercyjna)
- Windows SharePoint Services 3.0 (darmowa licencja), Microsoft Office SharePoint Server 2007 (wersja komercyjna)
- Microsoft SharePoint Foundation 2010 (darmowa licencja), Microsoft SharePoint Server 2010 (wersja komercyjna)

## Wersje produktu

### SharePoint Foundation 2010
Microsoft SharePoint Foundation 2010 jest darmową platformą na której opierają się wszystkie produkty z rodziny Microsoft SharePoint. Udostępnia podstawową funkcjonalność i architekturę, która jest następnie rozbudowywana przez wersję komercyjną produktu Microsoft SharePoint Server 2010.

#### Witryny
Witryna SharePoint jest kolekcją stron, list i bibliotek. Struktura witryn w SharePoint jest drzewiasta, każda witryna może zawierać wiele podwitryn i, jeżeli nie zostanie to określone inaczej, ustawienia są kopiowane zawsze z nadrzędnej witryny do podrzędnej. Witryny mogą być tworzone zarówno od podstaw, jak i za pomocą dostępnych szablonów takich jak Blog, Strona zespołu czy też Strona spotkania.
Witryny udostępniają także możliwość określenia wyglądu, uprawnień, nawigacji czy też ograniczenia rozmiaru (MB) witryny.

#### Listy i Biblioteki
Listy i biblioteki są podstawowym miejscem składowania danych w SharePoint. Zarówno listy, jak i biblioteki wykorzystują predefiniowane lub dostarczone przez firmy trzecie pola, które odgrywają rolę kolumn. Zarówno listy, jak i biblioteki posiadają dodatkowe ustawienia bezpieczeństwa, przepływów prac, jak i ograniczenia zajmowanej przestrzeni na dysku przez całą listę. Listy umożliwiają przechowywanie zarówno prostych informacji takich jak linki czy wartości słownikowe, jak i bardziej skomplikowanych konstrukcji, zaś biblioteki udostępniają miejsce do przechowywania dokumentów, do tego zapewniając prawie wszystkie funkcjonalności dostępne dla list.

#### WebParty
Web Party to sekcje w których można wyświetlić pewne informację z danej witryny SharePoint, jak na przykład listę zadań na stronie głównej ograniczoną do zadań aktualnie zalogowanego użytkownika na witrynie SharePoint.

### Wyszukiwanie
Microsoft SharePoint Foundation udostępnia podstawowe przeszukiwanie zwartości, które można rozszerzyć produktem Microsoft Search Server Express.
Dodatkowe elementy:
- integracja narzędzi programistycznych umożliwiających rozszerzanie funkcjonalności SharePoint o własne lub firm trzecich rozwiązania;
- model obiektowy kliencki i serwerowy;
- REST i ATOM;
- integracja z SQL Server Reporting Services;
- możliwość skalowalności rozwiązania na wiele serwerów;
- możliwość konfigurowania brandingu;
- przepływy prac
- integracja z Microsoft Office, Microsoft Exchange i Microsoft Communication Server;
- Claims-Based Authentication;
- dostęp do danych biznesowych poprzez usługę Business Connectivity oraz Business Data Connectivity.

### SharePoint Server 2010 Standard
SharePoint Server 2010 Standard rozszerza funkcjonalność SharePoint Foundation 2010 o:
- zaawansowane wyszukiwanie zintegrowane z Windows Search;
- ograniczenie widoczności treści poprzez określenie widowni;
- tagowanie treści;
- narzędzia wspierające media experience;
- zaawansowane wiki;
- audyt oraz przechowywanie dokumentów w centralizowanym repozytorium dokumentów;
- automatyczne kopiowanie dokumentów z jednej lokalizacji do drugiej.

### SharePoint Server 2010 Enterprise
SharePoint Server 2010 Enterprise rozszerza funkcjonalność SharePoint Server 2010 Standard o:
- analizę biznesową z możliwością tworzenia dashboardów w tym web party wyświetlające wykresy danych;
- PowerPivot;
- usługi Microsoft Office Access, Visio i Excel;
- rozszerzenia do wyszukiwania.

## Możliwości produktu

### Współpraca i informatyczna obsługa społeczności
Platforma SharePoint dostarcza narzędzi wspierających współpracę i komunikację społeczności. W zestawie znajdują się witryny Wiki, strony zespołów, prywatne strony, tagowanie oraz przepływy pracy. Wszystkie rozwiązania są zintegrowane jednym mechanizmem kontroli bezpieczeństwa, udostępniającym różne metody autentykacji. Dostęp do zasobów wspierających komunikację i współpracę w społeczności daje zestaw parametrów dostępu do konkretnych elementów na platformie SharePoint.

### Zarządzanie zawartością
Platforma SharePoint udostępnia metody i strategie obudowane narzędziami do zarządzania, przechowywania i przetwarzania danych. Dostarczone rozwiązania, dostępne przez przeglądarkę, pozwalają na kontrolę:
- rekordów
- szablonów i typów zawartości
- dokumentów
- zawartości stron web
- multimediów
- procesów biznesowych poprzez przepływy pracy
- komunikacji e-mail
- archiwizacji i wersjonowania

SharePoint Server 2010 udostępnił zintegrowaną z pakietem Microsoft Office 2010 modyfikację formularzy poprzez aplikację InfoPath. Rozwiązanie pozwala na dowolne modyfikacje wyglądu, zmienianie zakresu danych wymaganych oraz definiowanie prostych reguł na danych bez użycia kodu.
Zarządzanie typami zawartości pozwala na tworzenie szablonów dokumentów, stron, formularzy, przez co uzyskuje się uspójnienie treści przechowywanej i przetwarzanej poprzez platformę SharePoint.

### Usługi wyszukiwania
Choć podstawowe usługi wyszukiwania oferowane są już na platformie SharePoint Foundation, to jednak dopiero SharePoint Server wprowadza do tych usług możliwości sprawiające, że stają się one jedną z najczęściej wykorzystywanych w przedsiębiorstwach funkcjonalności.
By sprostać wymaganiom nawet dużego przedsiębiorstwa usługa wyszukiwania może być rozproszona na wiele fizycznych serwerów i skonfigurowana tak, aby móc zindeksować nie tylko samą zawartość witryn, ale także np. treść dokumentów przechowywanych w dedykowanych bibliotekach. Silniki indeksujące mogą być ponadto rozszerzone o możliwość indeksacji danych znajdujących się w wielu innych, zewnętrznych źródłach danych, takich jak bazy danych, systemy ERP, ECM itp.
Do innych możliwości usług wyszukiwania możemy zaliczyć możliwość integracji z usługą profili użytkowników, zapewniając efektywne wyszukiwanie współpracowników, czy klientów również z uwzględnieniem cech takich jak własne taksonomie, czy struktura organizacyjna.
Możliwości niemal każdego elementu w usługach wyszukiwania może być dodatkowo rozszerzona za pomocą rozbudowanych interfejsów programistycznych.

### Analiza biznesowa
Analiza biznesowa to zbiór metod, technologii i procesów umożliwiających przetwarzanie i analizę danych zgromadzonych w przedsiębiorstwie, nawet w wielu heterogenicznych systemach informatycznych. Łatwy dostęp do zagregowanych i spójnych danych pozwala analitykom podejmować właściwe decyzje dotyczące np. poziomów sprzedaży towarów i usług, czy prognoz zysków i strat.
SharePoint Server dostarcza wielu narzędzi ułatwiających taką analizę, a do najważniejszych z nich należą:
- Excel Services, umożliwiający osadzanie na stronach webowych arkuszy programu Excel.
- Performance Point, dostarcza narzędzi, raportów oraz wskaźników wydajności pozwalających na dogłębną analizę danych znajdujących się w hurtowniach danych wprost z przeglądarki internetowej.
- Reporting Services, to zestaw usług pozwalający na osadzanie i zarządzanie na witrynach serwera SharePoint raportów, wyliczeń i wykresów
- Visio Services, pozwalający na osadzanie na witrynach serwera SharePoint diagramów aplikacji Visio. Do ważniejszych cech tej usługi należy możliwość zasilania diagramów danymi.

Wyżej wymienione usługi wraz z innymi funkcjonalnościami aplikacji SharePoint pozwalają na tworzenie nawet bardzo zaawansowanych pulpitów menadżerskich i stron webowych pozwalających na analizę danych procesów i innych krytycznych dla przedsiębiorstwa wskaźników.

## Architektura

### Jednoserwerowa
Architektura umożliwia instalację SharePoint Server na tylko jednym z komputerów, bez możliwości określenia bazy danych z jakiej SharePoint ma korzystać. Instalacja zainstaluje i skonfiguruje wersję SQL Server Express.
Instalacja ta głównie służy środowiskom deweloperskim gdzie nie jest wymagane rozdzielenie odpowiedzialności na kilka serwerów.

### Farma
Architektura umożliwia instalację SharePoint Server na wielu komputerach, które tworzą Farmę połączoną wspólną bazą danych. Każda instalacja SharePoint Server może odgrywać jedną lub kilka ról. Dla przykładu jeden z serwerów może odpowiadać za Visio Services zaś drugi za indeksowanie zawartości do przeszukiwania, gdy trzeci będzie udostępniał witryny użytkownikowi końcowemu.
Farma umożliwia skalowanie architektury serwerów do zwiększających się wymagań wydajności, dostępności, jak i bezpieczeństwa.
Farma również umożliwia określenie bazy danych z jakiej serwery SharePoint Server będą korzystać – opcja nie dostępna w instalacji jednoserwerowej.

## SharePoint jako platforma programistyczna

### Sandboxed Solutions
Sandboxes to rozwiązania, które nie wymagają praw administratorskich do instalacji na serwerze SharePoint. Działają one w izolacji danej witryny i ich niestabilność nie wpływa negatywnie na cały serwer. Rozwiązania Sandbox są wybawieniem dla użytkowników wykorzystujących SharePoint przez firmy hostingowe.
Sandboxes solution by działać potrzebują trzech usług:
- User Code Service (SPUCHostService.exe) – usługa określa czy sandbox jest włączony na danym serwerze.
- Sandbox Worker Process (SPUCWorkerProcess.exe) – usługa udostępniająca proces w którym rozwiązania są uruchamiane – nie tak jak w przypadku normalnego kodu, który uruchamia się w procesie w3wp.exe.
- Sandbox Worker Process Proxy (SPUCWorkerProcessProxy.exe) – kiedy kod wykonywany przez Sandbox Worker Process chce odwołać się do obiektu modelowego SharePoint, Sandbox Worker Process przekazuje te żądania do Sandbox Workrer Process Proxy, które są ograniczone przez Code Access Security.

### Business Connectivity Services
Usługa ta pozwala na integrację z witrynami webowymi oraz wieloma innymi usługami serwera SharePoint, danych pochodzących z różnych źródeł danych. Dane te mogą pochodzić z baz danych, usług sieciowych oraz wielu systemów informatycznych typu SAP, Oracle itp.
Business Connectivity Services pozwalają na zdefiniowanie specjalnego modelu danych wraz z typowymi operacjami do manipulacji tymi danymi oraz dodanie tego modelu do tworzonego rozwiązania lub zbioru witryn, dzięki czemu możliwe staną się operacje takie jak wyświetlanie lub edycja tych danych za pomocą standardowych funkcjonalności oferowanych przez serwer SharePoint, jak np. listy. Usługa ta może się również integrować z innymi usługami serwera SharePoint, takimi jak wyszukiwanie, czy analiza biznesowa.

### Przepływy pracy (workflows)
Przepływy pracy (workflow) to mechanizmy reprezentujące procesy biznesowe operujące na danych przechowywanych w strukturach SharePoint. Przepływ pracy to zestaw pojedynczych akcji wykonywanych sekwencyjnie lub równolegle, wykonujących dedykowane zadania, jak na przykład przesłanie wiadomości do użytkownika, zaakceptowanie dokumentu lub modyfikacja danych na liście według zdefiniowanego algorytmu.
Przepływy pracy mogą być tworzone za pomocą Visual Studio oraz SharePoint Designer. Następnie są instalowane na kolekcji witryn SharePoint i uruchamiane, zależnie od potrzeb:
- przez akcję na liście
- przez inny workflow

W większości przypadków przepływy pracy działają w kontekście listy SharePoint. W wersji 4.0 platformy jest możliwe także tworzenie przepływów pracy na poziomie kolekcji witryn. Razem z ostatnią wersją przepływy pracy stworzone w aplikacji SharePoint Designer mogą być także eksportowane do innych kolekcji witryn.

### Narzędzia dla programistów

#### Visual Studio 2010
Visual Studio 2010 to kompleksowe środowisko programistyczne wspierające proces projektowania, programowania, testowania i wdrażania różnego typu aplikacji. W najnowszej swojej odsłonie środowisko to, posiada bardzo dobre wsparcie do tworzenie rozwiązań dla serwera SharePoint.
Do najważniejszych cech tego wsparcia należą szablony ułatwiające tworzenie i wdrażanie elementów takich jak składniki Web Parts, przepływy pracy, czy modele usługi Business Connectivity Services. Możliwości Visual Studio uzupełniają eksplorator struktury zbioru witryn i zaawansowane graficzne edytory paczek wdrożeniowych.

#### SharePoint Designer 2010
SharePoint Designer 2010 to bezpłatna aplikacja do budowania elementów SharePoint takich jak listy, przepływy pracy (workflow), formularze, widoki, źródła danych i typy zawartości (content type). Aplikacja pozwala na modyfikację interfejsu użytkownika oraz tworzenie połączeń z zewnętrznymi źródłami danych za pomocą Business Connectivity Services. Rozwiązanie współpracuje z wersjami Microsoft Office Server 2010 oraz Windows SharePoint Foundation 4.0.
Dodatkowo SharePoint Designer umożliwia:
- tworzenie i edycję stron HTML
- tworzenie i edycję stron ASPX,
- zarządzanie szablonami stylów CSS,
- definiowanie szablonów witryn (master page).

Platforma SharePoint udostępnia mechanizmy obsługujące przepływy pracy (workflow), które przy pomocy SharePoint Desginer można w bardzo prosty sposób tworzyć, modyfikować i eksportować na inne witryny. W wersji 2010 aplikacja dodatkowo obsługuje diagramy Visio z definicjami przepływów pracy.

## Produkty pokrewne

### Search Server
Microsoft Search Server (MSS) jest platformą udostępniającą funkcjonalność wyszukiwania z Microsoft SharePoint Server. MSS wykorzystuje zarówno silnik zapytań, jak i indeksację z Windows Serarch, jak i konektory, które mogą być tworzone przez programistów lub dostarczone przez firmy trzecie. Przykładowym konektorem może być przeszukiwanie witryn SharePoint czy też baz danych.
Cała funkcjonalność MSS dostarczona jest poprzez witryny SharePoint.

### SharePoint Workspace 2010
SharePoint Workspace 2010 jest aplikacja typu gruby klient umożliwiającą wygodny dostęp do bibliotek dokumentów, edycję ich zawartości oraz synchronizację z komputerem użytkownika. Dodatkowo program pozwala na obsługę różnego rodzaju list, takich jak Zadania, Dyskusja, a także listy niestandardowe. Program ten umożliwia również pracę nad dokumentami w trybie bezpołączeniowym (bez dostępu do witryn serwera SharePoint).

### Microsoft Project Server 2010
Microsoft Project Server 2010 to centralne narzędzie do zarządzania projektami, zbudowane na podstawie platformy Microsoft Project Server 2010 i dostępne za pomocą przeglądarki internetowej. Project Server jest zintegrowany graficznie z całym pakietem Microsoft Office za pomocą wstążek i menu kontekstowych.
Poza repozytorium dla projektów tworzonych w Microsoft Project Proffesional 2010 (MPP) platforma umożliwia tworzenie złożonych, współdzielonych pomiędzy projektami, harmonogramów, definiowanie zadań i zasobów, kontrolowanie czasu pracy, zarządzanie ryzykiem oraz tworzenie repozytoriów danych pod postacią kolekcji witryn zintegrowanych z projektami.
Project Server umożliwia tworzenie dedykowanych przepływów pracy (workflow) do zarządzania procesami biznesowymi w projekcie, na przykład przekazywanie dokumentów do akceptacji lub przesłanie błędów do zespołu produkcyjnego.
Dodatkowe rozwiązanie dostarcza narzędzia pozwalające na integrację z innymi systemami lub rozwój dostępnych już funkcjonalności, poprzez dedykowane API oraz Project Server Interface (PSI).